# Marie Tak van Poortvliet Museum
Het Marie Tak van Poortvliet Museum in de Zeeuwse stad Domburg is een museum voor beeldende kunst. Het museum organiseert twee- of driemaal per jaar exposities en beschikt over een beeldentuin en een bescheiden eigen collectie die niet permanent wordt tentoongesteld.

## Gebouw
Het museum is gehuisvest in een in 1994 door Cees Dam ontworpen replica van het oorspronkelijke tentoonstellingslokaal, dat Marie Tak van Poortvliet (1871-1936) had laten bouwen en waar een groot aantal kunstenaars, onder wie Jacoba van Heemskerck, Jan Toorop en Ferdinand Hart Nibbrig, exposeerde. Dit tentoonstellingspaviljoen stond van 1911 tot 1922 onder aan de duinen en diende de kunstenaars van de zogenaamde Domburgse groep als ruimte voor verkoopexposities.